# Asterocampa flora
Asterocampa flora är en fjärilsart som beskrevs av Edwards 1876. Asterocampa flora ingår i släktet Asterocampa och familjen praktfjärilar. Inga underarter finns listade i Catalogue of Life.